# Torneo Federal Femenino de Básquetbol 2018
El Torneo Federal Femenino de Básquetbol de 2018 fue la quinta edición del torneo nacional de clubes de básquet femenino de Argentina organizado por la CABB. Contó con, en la primera ronda, hasta 43 equipos de distintas federaciones a nivel nacional. El torneo comenzó una vez concluida la primera ronda, la fase regional. Se jugó durante la segunda mitad del año ya que durante la primera mitad se disputó la Liga Femenina.
El campeón del torneo fue Atlético Lanús que ganó el cuadrangular final disputado en el estadio Luis Ornatti de Ben Hur de Rosario.

## Equipos participantes
Fuente: Web oficial.
| Club                            | Procedencia                    |
| ------------------------------- | ------------------------------ |
| Tucumán BB                      | San Miguel de Tucumán, Tucumán |
| Montmartre de Catamarca         | Catamarca                      |
| Sportivo Bolívar                | Villa Carlos Paz, Córdoba      |
| Independiente de Salta          | Salta                          |
| Club Atlético Talleres          | Paraná, Entre Ríos             |
| Atalaya                         | Rosario, Santa Fe              |
| Ben Hur                         | Rafaela, Santa Fe              |
| Hércules                        | Charata, Chaco                 |
| Ferro Carril Sud                | Olavarría, Buenos Aires        |
| Lanús                           | Lanús, Buenos Aires            |
| Temperley                       | Temperley, Buenos Aires        |
| Ben Hur de Rosario              | Rosario, Santa Fe              |
| Asociación Deportiva Centenario | Neuquén, Neuquén               |
| Centro Español de Plottier      | Plottier, Río Negro            |
| Pacífico                        | Neuquén, Neuquén               |
| Gregorio Álvarez                | Neuquén, Neuquén               |

## Modo de disputa
El torneo está dividido en cuatro fases.
Primera fase
Según la cercanía geográfica, los equipos participan dentro de sus federaciones según la cercanía geográfica. Avanzan dieciséis (16) equipos. La organizan las federaciones regionales.
Segunda fase
Los clasificados se dividen en cuatro grupos de cuatro equipos según cercanía geográfica. Pasan dos equipos por grupo. Las sedes de esta ronda fueron Paraná, Olavarría, Neuquén y San Miguel de Tucumán.
Tercera fase
Los clasificados se dividen en dos grupos de cuatro equipos según cercanía geográfica. Pasan dos equipos por grupo.
Cuadrangular final
Los cuatro clasificados se enfrentan por el título.

## Primera ronda
En negrita los equipos que avanzaron de ronda.
| Zona 1 - Lomas Básquet de Tucumán - Alberdi de Tucumán - Tucumán BB de Tucumán - Villa Belgrano de Salta - Independiente de Salta - Gorriti de Jujuy | Zona 2 - Andes Talleres de Mendoza - Calle Angosta Mercedes Deportes de Villa Mercedes - Club Atlético Montmartre de Catamarca - Bolívar de Carlos Paz | Zona 3 - Saladillo de Rosario - Ben Hur de Rafaela - Atlético de Ceres - Ben Hur de Rosario - Libertad de Villa Trinidad - Libertad de Sunchales - Atalaya de Rosario - Talleres de Villa Gobernador Gálvez | Zona 4 - Talleres de Paraná - Hércules de Charata - 1536 Viviendas de Corrientes - Dirección de Deportes de Goya - Unión de Goya1 - AMAD de Goya |

| Zona 5 - Pacífico de Neuquén - Centro Español de Plottier - Asociación Deportiva Centenario de Neuquén - El Biguá de Neuquén - Gregorio Álvarez de Neuquén - Escuela Municipal de Cipoletti - Deportivo Roca de General Roca - Del Progreso de General Roca - Unión de Allen - Atlético de Cinco Saltos | Zona 6 - Presidente Derqui - Defensores de Glew - Social de Alejandro Korn - El Nacional de Bahía Blanca1 - Círculo Penitenciario de La Plata - Ferro de Olavarría | Zona 7 - Atlético Lanús - Centro Galicia - Temperley |

1: No pudieron continuar en el torneo por diversos motivos, fueron oportunamente reemplazados.

## Segunda ronda

### Grupo A
| Equipo                              | Pts | PJ | PG | PP |
| ----------------------------------- | --- | -- | -- | -- |
| Montmartre de Catamarca             | 6   | 3  | 3  | 0  |
| Sportivo Bolívar (Villa Carlos Paz) | 5   | 3  | 2  | 1  |
| Tucumán BB                          | 4   | 3  | 1  | 2  |
| Independiente de Salta              | 3   | 3  | 0  | 3  |

|  | Avanza de fase. |

| 26 de octubre, 19:00 | Sportivo Bolívar (VCP)                | 55–64   | Montmartre | Tucumán                                                |  |
|                      | Parciales: 11-15, 10-13, 18-14, 16-22 |         |            |                                                        |  |
|                      |                                       | Reporte |            | Pabellón: Estadio Marta Elena Fernández, de Tucumán BB |  |

| 26 de octubre, 21:00 | Tucumán BB | 84–73   | Independiente (Salta) | Tucumán                                                |  |
|                      |            |         |                       |                                                        |  |
|                      |            | Reporte |                       | Pabellón: Estadio Marta Elena Fernández, de Tucumán BB |  |

| 27 de octubre, 19:00 | Montmartre                          | 80–52   | Independiente (Salta) | Tucumán                                                |  |
|                      | Parciales: 17-9, 24-9, 20-18, 19-16 |         |                       |                                                        |  |
|                      |                                     | Reporte |                       | Pabellón: Estadio Marta Elena Fernández, de Tucumán BB |  |

| 27 de octubre, 21:00 | Tucumán BB                            | 58–71   | Sportivo Bolívar (VCP) | Tucumán                                                |  |
|                      | Parciales: 13-12, 18-15, 10-24, 17-20 |         |                        |                                                        |  |
|                      |                                       | Reporte |                        | Pabellón: Estadio Marta Elena Fernández, de Tucumán BB |  |

| 28 de octubre, 10:00 | Sportivo Bolívar (VCP)               | 79–43   | Independiente (Salta) | Tucumán                                                |  |
|                      | Parciales: 26-12, 23-5, 17-13, 13-13 |         |                       |                                                        |  |
|                      |                                      | Reporte |                       | Pabellón: Estadio Marta Elena Fernández, de Tucumán BB |  |

| 28 de octubre, 12:00 | Tucumán BB                                          | 91–92   | Montmartre | Tucumán                                                |  |
|                      | Parciales: 14-12, 25-22, 17-22, 24-24 (T.E.: 11-12) |         |            |                                                        |  |
|                      |                                                     | Reporte |            | Pabellón: Estadio Marta Elena Fernández, de Tucumán BB |  |

### Grupo B
| Equipo             | Pts | PJ | PG | PP |
| ------------------ | --- | -- | -- | -- |
| Ben Hur (Rafaela)  | 6   | 3  | 3  | 0  |
| Atalaya (Rosario)  | 5   | 3  | 2  | 1  |
| Talleres (Paraná)  | 4   | 3  | 1  | 2  |
| Hércules (Charata) | 3   | 3  | 0  | 3  |

|  | Avanza de fase. |

| 26 de octubre, 19:00 | Atalaya (R)                         | 56–50   | Hércules (C) | Paraná                        |  |
|                      | Parciales: 21-8, 12-14, 5-16, 18-12 |         |              |                               |  |
|                      |                                     | Reporte |              | Pabellón: Estadio de Talleres |  |

| 26 de octubre, 21:00 | Talleres (P)                         | 68–76   | Ben Hur (R) | Paraná                        |  |
|                      | Parciales: 21-20, 8-17, 21-18, 18-21 |         |             |                               |  |
|                      |                                      | Reporte |             | Pabellón: Estadio de Talleres |  |

| 27 de octubre, 19:00 | Talleres (P)                        | 64–41   | Hércules (C) | Paraná                        |  |
|                      | Parciales: 23-11, 18-12, 8-10, 15-8 |         |              |                               |  |
|                      |                                     | Reporte |              | Pabellón: Estadio de Talleres |  |

| 27 de octubre, 21:00 | Atalaya (R)                         | 43–50   | Ben Hur (R) | Paraná                        |  |
|                      | Parciales: 11-14, 5-12, 19-14, 8-10 |         |             |                               |  |
|                      |                                     | Reporte |             | Pabellón: Estadio de Talleres |  |

| 28 de octubre, 10:00 | Ben Hur (R)                           | 66–59   | Hércules (C) | Paraná                        |  |
|                      | Parciales: 17-15, 20-10, 14-21, 15-13 |         |              |                               |  |
|                      |                                       | Reporte |              | Pabellón: Estadio de Talleres |  |

| 28 de octubre, 12:00 | Talleres (R)                         | 61–67   | Atalaya (R) | Paraná                        |  |
|                      | Parciales: 10-19, 26-10, 18-19, 7-19 |         |             |                               |  |
|                      |                                      | Reporte |             | Pabellón: Estadio de Talleres |  |

### Grupo C
| Equipo                     | Pts | PJ | PG | PP |
| -------------------------- | --- | -- | -- | -- |
| Gregorio Álvarez (Neuquén) | 6   | 3  | 3  | 0  |
| Pacífico (Neuquén)         | 4   | 3  | 1  | 2  |
| Centenario (Neuquén)       | 4   | 3  | 1  | 2  |
| Centro Español (Plottier)  | 4   | 3  | 1  | 2  |

|  | Avanza de fase. |

| 26 de octubre, 19:00 | Centro Español (P)                   | 47–62   | Gregorio Álvarez (N) | Neuquén                                      |  |
|                      | Parciales: 13-14, 2-22, 13-11, 19-15 |         |                      |                                              |  |
|                      |                                      | Reporte |                      | Pabellón: Estadio Viejo Ramirez, de Pacífico |  |

| 26 de octubre, 21:00 | Pacífico (N)                         | 71–53   | Centenario (N) | Neuquén                                      |  |
|                      | Parciales: 19-9, 18-17, 19-12, 15-15 |         |                |                                              |  |
|                      |                                      | Reporte |                | Pabellón: Estadio Viejo Ramirez, de Pacífico |  |

| 27 de octubre, 19:00 | Centenario (N)                       | 41–60   | Gregorio Álvarez (N) | Neuquén                                      |  |
|                      | Parciales: 6-21, 13-12, 11-14, 11-13 |         |                      |                                              |  |
|                      |                                      | Reporte |                      | Pabellón: Estadio Viejo Ramirez, de Pacífico |  |

| 27 de octubre, 21:00 | Pacífico (N)                        | 43–56   | Centro Español (P) | Neuquén                                      |  |
|                      | Parciales: 11-14, 9-13, 8-14, 15-15 |         |                    |                                              |  |
|                      |                                     | Reporte |                    | Pabellón: Estadio Viejo Ramirez, de Pacífico |  |

| 28 de octubre, 11:00 | Centro Español (P)                    | 56–68   | Centenario (N) | Neuquén                                      |  |
|                      | Parciales: 15-24, 21-11, 10-17, 10-16 |         |                |                                              |  |
|                      |                                       | Reporte |                | Pabellón: Estadio Viejo Ramirez, de Pacífico |  |

| 28 de octubre, 13:00 | Pacífico (N)                       | 33–65   | Gregorio Álvarez (N) | Neuquén                                      |  |
|                      | Parciales: 4-17, 15-12, 8-15, 6-21 |         |                      |                                              |  |
|                      |                                    | Reporte |                      | Pabellón: Estadio Viejo Ramirez, de Pacífico |  |

### Grupo D
| Equipo                       | Pts | PJ | PG | PP |
| ---------------------------- | --- | -- | -- | -- |
| Atlético Lanús               | 6   | 3  | 3  | 0  |
| Ben Hur (Rosario)            | 4   | 3  | 1  | 2  |
| Ferro Carril Sud (Olavarría) | 4   | 3  | 1  | 2  |
| Temperley                    | 4   | 3  | 1  | 2  |

|  | Avanza de fase. |

| 26 de octubre, 18:30 | Atlético Lanús                        | 76–49   | Temperley | Olavarría                            |  |
|                      | Parciales: 20-12, 21-10, 17-12, 18-15 |         |           |                                      |  |
|                      |                                       | Reporte |           | Pabellón: Estadio de Ferrocarril Sud |  |

| 26 de octubre, 21:00 | Ferrocarril Sud                     | 68–63   | Ben Hur (Rosario) | Olavarría                            |  |
|                      | Parciales: 23-17, 8-7, 15-11, 22-28 |         |                   |                                      |  |
|                      |                                     | Reporte |                   | Pabellón: Estadio de Ferrocarril Sud |  |

| 27 de octubre, 18:00 | Ben Hur (Rosario)                    | 51–75   | Atlético Lanús | Olavarría                            |  |
|                      | Parciales: 5-18, 18-21, 10-14, 18-22 |         |                |                                      |  |
|                      |                                      | Reporte |                | Pabellón: Estadio de Ferrocarril Sud |  |

| 27 de octubre, 20:00 | Ferrocarril Sud                                 | 53–57   | Temperley | Olavarría                            |  |
|                      | Parciales: 12-12, 7-16, 8-7, 20-12 (T.E.: 6-10) |         |           |                                      |  |
|                      |                                                 | Reporte |           | Pabellón: Estadio de Ferrocarril Sud |  |

| 28 de octubre, 10:30 | Ferrocarril Sud                      | 47–77   | Lanús | Olavarría                            |  |
|                      | Parciales: 15-23, 11-21, 12-16, 9-17 |         |       |                                      |  |
|                      |                                      | Reporte |       | Pabellón: Estadio de Ferrocarril Sud |  |

| 28 de octubre, 12:30 | Termperley                           | 49–71   | Ben Hur (Rosario) | Olavarría                            |  |
|                      | Parciales: 15-15, 7-21, 13-10, 14-25 |         |                   |                                      |  |
|                      |                                      | Reporte |                   | Pabellón: Estadio de Ferrocarril Sud |  |

## Tercera ronda

### Zona 1
| Equipo                              | Pts | PJ | PG | PP |
| ----------------------------------- | --- | -- | -- | -- |
| Ben Hur (Rafaela)                   | 6   | 3  | 3  | 0  |
| Atalaya (Rosario)                   | 5   | 3  | 2  | 1  |
| Sportivo Bolívar (Villa Carlos Paz) | 4   | 3  | 1  | 2  |
| Montmartre de Catamarca             | 3   | 3  | 0  | 3  |

|  | Avanza de fase. |

| 9 de noviembre, 19:00 | Montmartre (C)                       | 53–60   | Ben Hur (R) | Rosario                      |  |
|                       | Parciales: 13-16, 8-13, 18-12, 14-19 |         |             |                              |  |
|                       |                                      | Reporte |             | Pabellón: Estadio de Atalaya |  |

| 9 de noviembre, 21:00 | Atalaya (R)                           | 66–63   | Sportivo Bolívar (VCP) | Rosario                      |  |
|                       | Parciales: 15-13, 19-20, 15-13, 17-17 |         |                        |                              |  |
|                       |                                       | Reporte |                        | Pabellón: Estadio de Atalaya |  |

| 10 de noviembre, 19:00 | Sportivo Bolívar (VCP)               | 61–64   | Ben Hur (R) | Rosario                      |  |
|                        | Parciales: 22-17, 12-10, 21-13, 9-21 |         |             |                              |  |
|                        |                                      | Reporte |             | Pabellón: Estadio de Atalaya |  |

| 10 de noviembre, 21:00 | Atalaya (R)                        | 47–41   | Montmartre | Rosario                      |  |
|                        | Parciales: 11-8, 4-13, 17-5, 15-15 |         |            |                              |  |
|                        |                                    | Reporte |            | Pabellón: Estadio de Atalaya |  |

| 11 de noviembre, 15:30 | Montmartre                            | 64–71   | Sportivo Bolívar (VCP) | Rosario                      |  |
|                        | Parciales: 14-18, 28-16, 11-25, 11-12 |         |                        |                              |  |
|                        |                                       | Reporte |                        | Pabellón: Estadio de Atalaya |  |

| 11 de noviembre, 17:30 | Atalaya (R)                          | 48–52   | Ben Hur (R) | Rosario                      |  |
|                        | Parciales: 17-10, 5-15, 12-10, 14-17 |         |             |                              |  |
|                        |                                      | Reporte |             | Pabellón: Estadio de Atalaya |  |

### Zona 2
| Equipo                     | Pts | PJ | PG | PP |
| -------------------------- | --- | -- | -- | -- |
| Atlético Lanús             | 6   | 3  | 3  | 0  |
| Ben Hur (Rosario)          | 5   | 3  | 2  | 1  |
| Gregorio Álvarez (Neuquén) | 4   | 3  | 1  | 2  |
| Pacífico (Neuquén)         | 3   | 3  | 0  | 3  |

|  | Avanza de fase. |

| 9 de noviembre, 20:00 | Gregorio Álvarez (N)                 | 53–73   | Ben Hur (Rosario) | Neuquén                       |  |
|                       | Parciales: 11-19, 17-26, 17-13, 8-15 |         |                   |                               |  |
|                       |                                      | Reporte |                   | Pabellón: Estadio de Pacífico |  |

| 9 de noviembre, 22:00 | Pacífico (N)                        | 33–127  | Atlético Lanús | Neuquén                       |  |
|                       | Parciales: 6-22, 10-29, 2-36, 15-40 |         |                |                               |  |
|                       |                                     | Reporte |                | Pabellón: Estadio de Pacífico |  |

| 10 de noviembre, 20:00 | Atlético Lanús                     | 73–60   | Gregorio Álvarez (N) | Neuquén                       |  |
|                        | Parciales: 23-8, 15-2, 14-7, 24-13 |         |                      |                               |  |
|                        |                                    | Reporte |                      | Pabellón: Estadio de Pacífico |  |

| 10 de noviembre, 22:00 | Pacífico (N)                       | 39–64   | Ben Hur (Rosario) | Neuquén                       |  |
|                        | Parciales: 5-13, 9-19, 4-20, 21-12 |         |                   |                               |  |
|                        |                                    | Reporte |                   | Pabellón: Estadio de Pacífico |  |

| 11 de noviembre, 11:00 | Ben Hur (Rosario)                  | 39–74   | Atlético Lanús | Neuquén                       |  |
|                        | Parciales: 9-16, 16-18, 8-22, 6-18 |         |                |                               |  |
|                        |                                    | Reporte |                | Pabellón: Estadio de Pacífico |  |

| 11 de noviembre, 13:00 | Pacífico (N)                        | 44–65   | Gregorio Álvarez (N) | Neuquén                       |  |
|                        | Parciales: 13-23, 3-15, 9-13, 19-14 |         |                      |                               |  |
|                        |                                     | Reporte |                      | Pabellón: Estadio de Pacífico |  |

## Cuarta ronda; final four
| Equipo             | Pts | PJ | PG | PP |
| ------------------ | --- | -- | -- | -- |
| Atlético Lanús (C) | 6   | 3  | 3  | 0  |
| Atalaya (Rosario)  | 4   | 3  | 1  | 2  |
| Ben Hur (Rosario)  | 4   | 3  | 1  | 2  |
| Ben Hur (Rafaela)  | 4   | 3  | 1  | 2  |

| C | Campeón. |

| 23 de noviembre, 19:00 | Atlético Lanús                                                     | 74–49                | Ben Hur (Rafaela)                                                       | Rosario |  |
|                        | Parciales: 23-13, 15-15, 18-7, 18-14                               |                      |                                                                         | |  |
|                        | Estadísticas Sofía Acevedo 17 Natacha Pérez 8 Florencia Llorente 4 | Reporte Pts Reb Asts | Estadísticas 13 Candela Gentinetta 14 Candela Gentinetta 5 Laura Rébola | Pabellón: Estadio de Atalaya "Luis Ornatti" Árbitros: * Georgina Larrosa * Belén Claderón * Macarena Blanc |  |

| 23 de noviembre, 21:00 | Atalaya (R)                                                                | 74–66                | Ben Hur (Rosario)                                            | Rosario                                                                                                   |  |
|                        | Parciales: 17-22, 18-10, 16-28, 23-17                                      |                      |                                                              | |  |
|                        | Estadísticas Candela Foresto 21 Karen González Zapata 11 Julieta Armesto 5 | Reporte Pts Reb Asts | Estadísticas 18 Natalia Ríos 7 Natalia Ríos 7 Daniela Oldani | Pabellón: Estadio de Atalaya "Luis Ornatti" Árbitros: * Silvia Barraza * Carolina Quiroga * Noelí Sartori |  |

| 24 de noviembre, 19:00 | Ben Hur (Rosario)                                             | 40–79                | Atlético Lanús                                                  | Rosario                                                                                                  |  |
|                        | Parciales: 9-20, 12-12, 9-20, 10-27                           |                      |                                                                 | |  |
|                        | Estadísticas Daniela Oldani 8 Natalia Ríos 6 Daniela Oldani 3 | Reporte Pts Reb Asts | Estadísticas 19 Florencia Llorente 12 Sol Castro 5 Nadia Flores | Pabellón: Estadio de Atalaya "Luis Ornatti" Árbitros: * Silvia Barraza * Belén Calderon * Macarena Blanc |  |

| 24 de noviembre, 21:00 | Atalaya (R)                                                          | 59–62                | Ben Hur (Rafaela)                                                 | Rosario |  |
|                        | Parciales: 14-13, 11-15, 19-11, 15-23                                |                      |                                                                   | |  |
|                        | Estadísticas Candela Foresto 20 Julieta Armesto 13 Candela Foresto 8 | Reporte Pts Reb Asts | Estadísticas 18 Andrea Rebola 15 Candela Gentineta 8 Laura Rebola | Pabellón: Estadio de Atalaya "Luis Ornatti" Árbitros: * Carolina Quiroga * Georgina Larrosa * Noelí Sartori |  |

| 25 de noviembre, 14:00 | Ben Hur (Rafaela)                                                    | 67–79                | Ben Hur (Rosario)                                             | Rosario |  |
|                        | Parciales: 15-15, 15-27, 15-9, 22-28                                 |                      |                                                               | |  |
|                        | Estadísticas Candela Gentineta 21 Candela Gentineta 11 Andrea Rebola | Reporte Pts Reb Asts | Estadísticas 19 Yanet Traid 7 Iliana Sánchez 5 Iliana Sánchez | Pabellón: Estadio de Atalaya "Luis Ornatti" Árbitros: * Carolina Quiroga * Belén Calderon * Macarena Blanc |  |

| 25 de noviembre, 16:00 | Atalaya (R)                                                         | 39–64                | Atlético Lanús                                                      | Rosario                                                                                                   |  |
|                        | Parciales: 10-12, 10-12, 13-18, 6-22                                |                      |                                                                     | |  |
|                        | Estadísticas Julieta Armesto 9 Julieta Armesto 10 Julieta Armesto 6 | Reporte Pts Reb Asts | Estadísticas 17 Natacha Pérez 15 Florencia Llorente 5 Sofía Acevedo | Pabellón: Estadio de Atalaya "Luis Ornatti" Árbitros: * Silvia Barraza * Georgina Larrosa * Noelí Sartori |  |